# الإجازة المذهلة
الإجازة المذهلة هي رواية فانتازيا للأطفال، كتبها دان ويكندين سنة 1956، وقام بتوضيحها إريك بليغفاد. لم تُطبع الرواية بعدد كبير من النسخ، ويُعرف عنها أنها كانت متوفرة بشكل محدود في المكتبات في فترة نشرها.

## ملخص الرواية
تدور القصة حول مغامرات ريكّي وجوانا، وهما شقيقان يقضيان عطلة بعيدًا عن منزلهما في مدينة نيويورك. ذهبا للإقامة مع عمهما هيوبرت وعمتهما كورديليا وابنة عمهما إيميلين في بلدة تريمبل فالي الريفية، بينما كان والداهما في رحلة عمل في باريس. عند وصولهما إلى محطة القطار، استقبلتهما مدبرة المنزل والخادمة والطاهية والساحرة وتدعى السيدة بريدلوف، التي أخذتهما إلى منزل فيكتوري قديم تعيش فيه العائلة.
يوصف العم هيوبرت بأنه ساحر ليس بارعًا جدًا، بينما العمة كورديليا تعمل في البستنة، وابنة العم إيميلين ليست بكامل وعيها. يبدأ الأطفال في استكشاف المنزل ويعثرون على نافذة سحرية في غرفة المكتب. تحيط بالنافذة حواف من الزجاج الملوّن وتُظهر مشاهد من عالم آخر يُدعى البلاد بلا اسم. يبدو أن بعض أفراد العائلة قد سافروا إلى ذلك البلد وفقدوا أجزاء من أنفسهم هناك، مما يفسر سلوكهم الغريب. وقد فقدت إيميلين حجر فيروز من عقدها، وهذا ما يفسر سبب كونها ليست بكامل وعيها.
بمساعدة السيدة بريدلوف، يفتح الأطفال النافذة وينتقلون إلى تلك البلاد. يأخذ ريكّي سكينه الكشفية، وتأخذ جوانا حقيبة حياكتها، وقد أُخبرا بعدم إعطائها لأحد. وسرعان ما يلتقون بـقنفذ قلق وهو الحيوان المرافق للسيدة بريدلوف، والذي يصبح في النهاية خادمًا مخلصًا لجوانا. وبالرغم من التحذيرات، ينفصل الأطفال؛ فتذهب جوانا إلى برزخ باب أو روم مع الملكة ماتيلدغارد السابعة، بينما يتوجه ريكّي إلى الجبال بناءً على نصيحة فيديريكو القنفذ، الذي يرحل بدوره للبحث عن جوانا.
تقضي جوانا وقتها في الجزيرة مع مرافقات الملكة: تانسي، بانسي، وغولدنرود. وتتفادى عدة محاولات من الملكة لسرقة حقيبة حياكتها. وأخيرًا تتمكن من الهرب، وتلتقي بـعلي الأفعى العاصرة، الذي يرشدها إلى الجزيرة المجاورة بابا. وفي الطريق، تلتقي بالساحر غوردون جونسون.
تت في هذه الأثناء، يلتقي ريكّي بزعيم الهنود الحمر ماتينكاتانك، الذي يصبح خادمه المخلص ومرشده في البلاد بلا اسم. يسافران معًا حتى تُسرق خيولهما وسكين ريكّي على يد تيم تامبيلويد، الذي يتضح لاحقًا أنه يارو، ابن زوج الملك الخائن، متنكرًا. يتم أسر ريكّي والزعيم على يد أتباع الملك ويليكسندر، ويُسجن ريكّي في قلعة الأراضي المنخفضة العليا. يُطلق سراح ريكّي أخيرًا عندما يوافق على قبول سكين مزيف من يارو. أما جوانا، فقد أُحضرت إلى القلعة بعد مغادرتها جزيرة بابا وإنقاذها فيديريكو من جزيرة روم. تُعطي جوانا سترة كانت قد حاكتها، ولكنها لا تتخلى عن حقيبة الحياكة، للأميرة سيترونيلا مقابل حجر فيروز تعتقد أنه الحجر الذي فقدته ابنة عمها.
تصل جوانا وريكّي أخيرًا إلى قمة التلال الثلاثية، مقر مؤتمر السحرة، وهي الآن مدينة أشباح. يلتقيان مجددًا بالسيدة بريدلوف، ويسافران إلى ساحة المعركة التي ستشهد الحرب الوشيكة بين الملك والملكة. يقفز الطفلان بالمظلات من طائرة تنين نفاثة، وينقذان أصدقاءهما ويستعيدان الأغراض المفقودة. تُحلّ الحرب بمساعدة الساحر العجوز والرئيس، ويتحول علي من أفعى إلى الأمير كوليبرا، الحبيب المفقود للأميرة. إذا حابة، أقدر الآن أدمج لك كل الأجزاء المترجمة في نص عربي واحد مرتب ومترابط، بحيث يكون عندك القصة كاملة ومصاغة بأسلوب واحد سلس.
في المشاهد الأخيرة، تعود جوانا وريكّي إلى النافذة السحرية ويتسلقان عائدَين إلى منزل عمهما، حيث يلتقيان مجددًا بجميع أفراد عائلتهما ووالديهما.